# بين الماجلين (حجة)

تعديل مصدري - تعديل

بين الماجلين هي إحدى قرى عزلة جبل عيان بمديرية حجة التابعة لمحافظة حجة، بلغ تعداد سكانها 185 نسمة حسب تعداد اليمن لعام 2004.